# Casanova, Haute-Corse
Casanova är en kommun i departementet Haute-Corse på ön Korsika i Frankrike. Kommunen ligger i kantonen Venaco som tillhör arrondissementet Corte. År 2022 hade Casanova 375 invånare.

## Befolkningsutveckling
Antalet invånare i kommunen Casanova
Referens:INSEE